# Pekuncen (Kroya)
Pekuncen is een bestuurslaag in het regentschap Cilacap van de provincie Midden-Java, Indonesië. Pekuncen telt 6490 inwoners (volkstelling 2010).